# Sulyok István (újságíró)
Sulyok István (Lugos, 1891. január 29. – Bad Aibling, Németország, 1945.) erdélyi magyar kisebbségpolitikai szakíró, szerkesztő.

## Életútja
Egyetemi tanulmányokat Budapesten és Kolozsváron folytatott. 1912-ben Krassó-Szörény vármegyében járási szolgabírónak nevezték ki, s ezt a tisztséget töltötte be a román közigazgatási hatalomátvételig. 1918 őszén a helyi radikális-szocialista mozgalom vezetője. 1920-ban felelős szerkesztője és vezető publicistája a Krassó-Szörényi Lapoknak. Egy ideig kertészkedésből próbált megélni, majd 1922-ben Jakabffy Elemérrel és Willer Józseffel együtt megalapította a Magyar Kisebbség c. nemzetpolitikai folyóiratot, s annak 1924-ig felelős szerkesztője is volt. 1924-től, Kolozsvárra költözve, az Erdélyi Bankszindikátus főtitkára, 1925-től az Ellenzék szerkesztője. 1927-ben az erdélyi magyarság nemzetközi jogvédelmére létrehozta a Romániai Magyar Népliga Egyesületet, 1928-ban a Juventus-irodát, amely az EMKE feladatkörét vállalta volna magára. 1930-tól az OMP Intézőbizottságának tagja, ennek listáján 1932-től a román parlamentben képviselő, a nagyváradi Erdélyi Lapok kolozsvári szerkesztője, 1939-től a Magyar Lapok főmunkatársa. Még ugyanabban az évben áttelepült Magyarországra, ahol a jobboldali Magyarság munkatársa lett.
Cikkeiben, tanulmányaiban a kisebbségi magyarság helyzetével, művelődési kérdéseivel foglalkozott; 1931-ben megfogalmazta a „zárt társadalom” elképzelését, amelynek gondolatmenetét követve, a harmincas évektől a nemzetiszocialista ideológia és a népközösségi modell népszerűsítője lett az erdélyi magyar sajtóban.
Fritz Lászlóval szerkesztette és kiadta az Erdélyi magyar évkönyv (1919–1929) c. kötetet (Kolozsvár, 1930), amely az erdélyi magyar kulturális és közművelődési intézményrendszerben a román hatalomátvételt követő első évtizedben végbement változásokat vette számba, pontosan adatolva az eseményeket és folyamatokat.

## Kötete
- A kisebbségi kérdés szociológiai oldala. (Kolozsvár, 1931.)